# ریزیگک
ریزیگک (به آلمانی: Riesigk) یک منطقهٔ مسکونی در آلمان است که در ارانینباوم-وورلیتس واقع شده‌است. ریزیگک ۱۹۸ نفر جمعیت دارد.